# Stadt Moers Park
Stadt Moers Park is een openbaar park in Whiston, Merseyside in het bestuurlijke gebied Knowsley in Engeland. Het park beschikt over 220 hectare land tussen Whiston en Huyton.
Het park dankt zijn naam aan de Duitse stad Moers, een zusterstad van de nabijgelegen plaats Knowsley.